# Via Borgognona (Roma)
Via Borgognona è una strada di Roma nel rione Campo Marzio; collega via del Corso a piazza di Spagna. Corre parallela fra via dei Condotti a nord e via Frattina a sud.

## Storia

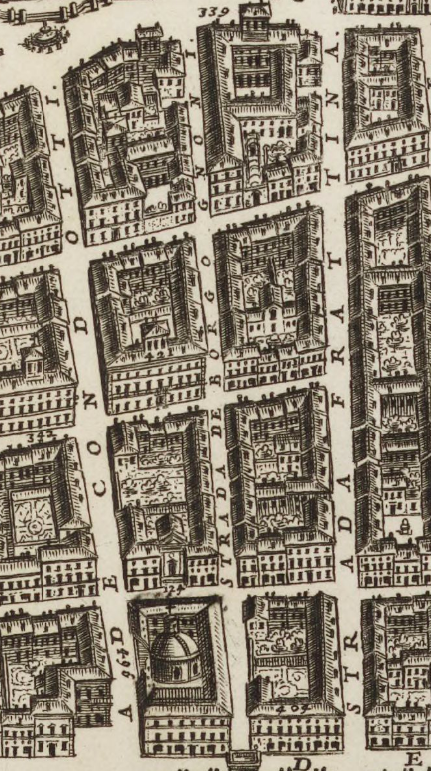
Mappa di Roma del Falda: la strada de Borgognoni tra via Strada de Condotti e strada Frattina

Incerto è l'origine del toponimo, che forse deriverebbe dalla presenza dei borgognoni, i mercanti provenienti dalla regione francese della Borgogna, che abitarono questa parte di Roma nel XV secolo. Nella Mappa del Falda è indicata come "strada de Borgognoni". In atti notarili del XVI secolo è talvolta denominata "via dei Burgundi". La presenza dei borgognoni nella zona è attestata anche dalla vicina chiesa dei Santi Claudio e Andrea dei Borgognoni, eretta nel Seicento. 
In passato la via ebbe anche il nome di strada Rucellai, famiglia di origine fiorentina, proprietaria del palazzo Ruccellai, in seguito palazzo Ruspoli, il cui prospetto su via del Corso è proprio davanti all'inizio con via Borgognona.
Nel Cinquecento la via era fiancheggiata da una serie di casupole che ospitavano prostitute di medio e basso livello ed era di conseguenza denominata anche "via delle Meretrici". Gli ingressi di questi edifici erano su alte gradinate che servivano a contenere i danni delle inondazioni frequenti a Roma La presenza della prostitute nell'area risaliva a quando furono sistemate nella zona tra l'Arco di Portogallo e piazza del Popolo, nelle traverse secondarie del Corso.
Nel 1566 la strada fu interessata da una pesante alluvione e i Romani accorsero a salvare le prostitute e i loro beni. Ma alcuni approfittarono della situazione e, uccidendole, si appropriarono dei beni. 
Nella prima metà dell'Ottocento la zona fu interessata da profonde modificazioni che interessarono la zona. Marino Torlonia acquistò il palazzo Nuñez da Luciano Bonaparte, ampliandolo. Nello stesso periodo i Serny, già proprietari della "Locanda Serny" in piazza di Spagna, aprirono l'"Hotel d’Angleterre" all'angolo tra via Borgognona e via Bocca di Leone. La presenza di questi due edifici riqualificò l'area con la distruzione di parecchie "casupole".
Nel giugno del 1848 l'abate Gioberti vi prese alloggio, all'Hotel d’Angleterre, e negli entusiasmi di quell'anno, si decise di cambiare nome alla via, chiamandola via Gioberti. Il cambio di denominazione non ebbe lunga durata Pochi mesi dopo fu ripristinato l'antico nome.
Nello stesso anno all'Hotel d’Angleterre alloggiò anche, da privato, Pellegrino Rossi, non ancora ministro di Pio IX.
Una lapide indica il livello raggiunto dalle acque del Tevere nell'alluvione del 28 dicembre 1870. Fu proprio questa alluvione a portare alla decisione di costruire i muraglioni per evitare ulteriori esondazioni del fiume.
Nel 1881, il giovane Gabriele D'Annunzio, vi trova il primo alloggio a Roma.
Nei primi anni del 1900, insieme a via Condotti e via Frattina, diventa una delle strade dello shopping romano. Diversi palazzi storici hanno un loro lato su via Borgognona (tra cui il palazzo di Spagna, sede dell'ambasciata dello stato iberico presso la Santa Sede), ma nessuno di questi ha l'ingresso principale sulla via. Anche la Federazione Italiana Tennis e Padel ebbe sede nella rinomata via romana negli anni Trenta.
Su via Borgognona sono murate due lapidi, dette targhe del mondezzaro o del monnezzaro.